# 原田忠
原田 忠（はらだ ただし、1971年9月22日 - ）は、日本の美容師、資生堂SABFA（Shiseido Academy of Beauty&Fashion）校長。群馬県沼田市出身。

## 略歴
母親が美容院を経営する家に生まれる。群馬県立沼田高等学校を卒業後、戦闘機のパイロットを志して航空自衛隊に入隊。航空管制官として勤務するが、3年間勤務した自衛隊を退官し美容業界へ転身。22歳で山野美容専門学校に入学。同校卒業後は6年間のサロンワークを経て、2000年3月に資生堂SABFAを卒業し、同4月に資生堂に入社。同社ビューティークリエーションセンターに所属し、NY・パリ・上海・東京コレクションなどでのヘアメイクアップ活動などを行っている。開発者としては同社男性向け化粧品ブランド「uno」のヘア・ディレクターとして、またアーティストとしては漫画・アニメの3次元ビジュアル化（『ジョジョの奇妙な冒険』『テラフォーマーズ』等）、『ユニクロ』や『ポケモンシャツ』との企業コラボ、世界的ロックギタリスト布袋寅泰の専属ヘアメイクなどで知られる。40代以降の男性に向けたメンズビューティー企画『DIAMENS』（ダイアメンズ）を立ち上げ、ヘアメイクアップと撮影を通じてその人の新たな魅力を引き出している。また、一般社団法人宇宙美容機構の共創プロジェクトへ参画し、宇宙における美容生活課題の解決と宇宙産業・美容産業の発展、宇宙を通じた地上産業への貢献に取り組んでいる。2016年より資生堂SABFA第７代校長歴任（同校卒業生として初の起用）、2021年2020パラリンピックの開会式の布袋氏ヘアメイク、2022年JHAプロフェッショナル審査員就任。2024年 IBI Awards（ International Beauty Industry Awards)にて３部門でグランプリを受賞し世界一の称号を手にする。

## 活動

### ライブ
- 布袋寅泰『SPECIAL LIVE-Fly Into Your Dream- at 東大寺大仏殿前』（2008年10月18日、ヘアメイクアップ）
- ローリング・ストーンズ『14 ON FIRE JAPAN TOUR 最終公演 in 東京ドーム』（2014年3月6日、サプライズゲストとして出演した布袋寅泰のヘアメーク） ※以下、参加ライブARCHIVE
  - 布袋寅泰SPECIAL LIVE-Fly Into Your Dream- at 東大寺大仏殿前
  - GUITARHYTHM V TOUR
  - HOTEI 2010 / ROCK A GO! GO! TOUR
  - 30th ANNIVERSARY 第一弾 HOTEI THE ANTHOLOGY “創世記” BEGINNING FROM ENDLESS ～BOØWY COMPLEX GUITARHYTHM～
  - 30th ANNIVERSARY 第二弾  HOTEI THE ANTHOLOGY “威風堂々” TONIGHT I'M YOURS!  ～GUITARHYTHM GREATEST HITS & REQUEST～
  - "ローソン Presents 元気になろう日本 in  ユニバ－サル・スタジオ・ジャパン" 布袋寅泰 Presents『ベストヒット・イン USJ』
  - 30th ANNIVERSARY 第三弾 HOTEI THE ANTHOLOGY "一期一会" MEMORIAL SUPER BEST TOUR ～BOØWY COMPLEX GUITARHYTHM GREATEST HITS and MORE!!!～
  - 30th ANNIVERSARY 第四弾 HOTEI THE ANTHOLOGY "最終章" WE ARE DREAMER ～50th BIRTHDAY SPECIAL CELEBRATION GIG～
  - 布袋寅泰 GREATEST SUPER LIVE 「GUITAR × SYMPHONY」HOTEI with THE ORCHESTRA ～WORLD PREMIERE～ Powered by MINI ROADSTER.
  - Rock'n Roll Revolution Tour 2013k
  - TOMOYASU HOTEI JAPAN TOUR 2014　-Into the Light-"
  - STRANGERS TOUR
  - 布袋寅泰 35th ANNIVERSARY『8 BEATのシルエット』 【BEAT 1】～すべてはライブハウスから～
  - 布袋寅泰 35th ANNIVERSARY『8 BEATのシルエット』 【BEAT 2】～GUITARHYTHM伝説 '88～ ソロデビュー再現GIGS
  - 布袋寅泰 35th ANNIVERSARY『8 BEATのシルエット』 【BEAT 3】～Power of Music～ FREE LIVE! 自由の音を聴け
  - 布袋寅泰 35th ANNIVERSARY『8 BEATのシルエット』 【BEAT 4】～Promise～ 東北PITツアーwith Team Smile
  - 布袋寅泰 35th ANNIVERSARY『8 BEATのシルエット』 【BEAT 5】～ Live in USA ～ Los Angels & New York
  - beat crazy Presents Special Gig B.C. ONLY＋1 2016"
  - 布袋寅泰 35th ANNIVERSARY『8 BEATのシルエット』 【BEAT 6】～FESTIVAL IN JAPAN～ RISING SUN ROCK　FESTIVAL
  - 布袋寅泰 35th ANNIVERSARY『8 BEATのシルエット』 【BEAT 7】Maximum Emotion Tour ～The Best for the Future～
  - 布袋寅泰 35th ANNIVERSARY『8 BEATのシルエット』 【BEAT 8】Climax Emotions ～35 Songs from 1981-2016～
  - 氣志團万博2017
  - KANPAI JAPAN LIVE 2017
  - HOTEI Live In Japan 2017 ～Paradox Tour～
  - HOTEI Paradox Tour 2017 The FINAL ～Rock’n Roll Circus～
  - ARABAKI ROCK FEST.18
  - hide 20th memorial SUPER LIVE「SPIRITS」
  - TAKASAKI ARENA LIVE FESTIVAL “GBGB2018”
  - HOTEI Live In Japan 2018～TONIGHT I'M YOURS TOUR～supported by ひかりTV
  - HOTEI Live In Japan 2019 ～GUITARHYTHM Ⅵ TOUR～
  - HOTEI GUITARHYTHM Ⅵ TOUR 2019 “REPRISE” supported by ひかりTV
  - HOTEI 40th ANNIVERSARY Live "Message from Budokan" ~とどけ。Day 1 (Memories)~
  - HOTEI 40th ANNIVERSARY Live "Message from Budokan" ~とどけ。Day 2 (Adventures)~
  - beat crazy Presents Special Gig"B.C. ONLY 2021"
  - HOTEI 40th Anniversary〜Double Fantasy Tour〜 "BLACK or WHITE ?"
  - HOTEI the LIVE 2022 “Still Dreamin’ Tour”
  - HOTEI the LIVE 2022 Rock'n Roll Circus “40th Anniversary Final Party!”
  - HOTEI the LIVE 2023 “GUITARHYTHM VII TOUR”
  - GUITARHYTHM Ⅶ TOUR FINAL “Never Gonna Stop!”
  - COMPLEX「日本一心」

## WORKS

### ビデオクリップ
- ももいろクローバーZ『『Z』の誓い』（2015年、ヘアメークディレクション兼ヘアメイク）
- 嵐×布袋寅泰『心の空』（2015年、布袋寅泰のヘアメイク）
- ももいろクローバーZ『WE ARE BORN』『マホロバケーション』（2016年、ヘアメイクディレクション）
- 布袋寅泰『8 BEATのシルエット』（2016年、ヘアメイク）
- 布袋寅泰『２０２X』（2018年、ヘアメイク）
- 布袋寅泰『Still Dreamin'」（2021年、ヘアメイク）
- 布袋寅泰＆吉井和哉『Dangerous feat. 吉井和哉』
- THE YELLOW MONKEY 『ホテルニュートリノ 』
- THE YELLOW MONKEY 　『罠』

### アルバムアートワーク
- 布袋寅泰『GUITARHYTHM V』（2009年、アルバムジャケットヘアメイク）
- ももいろクローバーZ『AMARANTHUS』『白金の夜明け』（2016年、ヘアメイクディレクション）
- 布袋寅泰『GUITARHYTHM Ⅵ』（2019年、アルバムジャケットヘアメイク）

### 漫画・アニメの3次元ビジュアル化
- 『ジョジョの奇妙な冒険』2013年
- 『テラフォーマーズ』2014年
- 『銀魂』2015年
- 『ルパン三世』（伊勢丹コラボ企画）2016年
- 『キングダム・ハーツⅢ』2017年
- 『ポケモン』2021年

### 商品開発
- 資生堂uno　メンズヘアスタイリング剤　https://brand.finetoday.com/jp/uno/bible/160309_1/
- 資生堂プロフェッショナル　ステージワークス　ヘアスタイリング剤
- 布袋寅泰×原田忠スペシャルシザーズ　http://www.pro.shiseido.co.jp/special/scissors.html

### 映画
- 『リスタート:ランウェイ〜エピソード・ゼロ』2019年 ビューティーディレクション担当
- アーティスト活動40周年記念 初のドキュメンタリー映画『Still Dreamin’ ―布袋寅泰 情熱と栄光のギタリズム―』ヘアメイク担当

## 受賞歴
- 2002年：NHDK（日本デザイン協会）全国ヘアコンテスト総合グランプリ受賞
- 2002年：ヘアモード年間最優秀賞受賞
- 2003年：JHA（ジャパン・ヘアドレッシング・アワーズ） 最優秀新人賞
- 2004年：JHAグランプリ
- 2005年：JHA準グランプリ
- 2006年：JHA準グランプリ
- 2007年：JHA青山芸術祭賞
- 2009年：JHA準グランプリ
- 2012年：JHAグランプリ　（2回目）
- 2021年：JHA準グランプリ（４回目） ※2003〜2021年まで19年連続ノミネートの快挙を果たす。
- 2022年：JHAプロフェッショナル審査員就任
- 2024年：IBI Awards ３部門グランプリ受賞（ International Beauty Industry Awards)

## 著書
- 『一流の男のボディケア』PHP研究所、2013年7月。ISBN 978-4-569-81235-9。
- 『原田忠全部』女性モード社、2017年1月。ISBN 978-4-906-94150-6。